# Ekplantsguldmal
Ekplantsguldmal (Phyllonorycter lautellus) är en fjärilsart som först beskrevs av Philipp Christoph Zeller 1846.  Ekplantsguldmal ingår i släktet guldmalar, och familjen styltmalar. Enligt den finländska rödlistan är arten starkt hotad i Finland. Arten är reproducerande i Sverige. Artens livsmiljö är friska och torra åslundar.